# Naučná stezka Vlkolínec
 Naučná stezka Vlkolínec (slovensky Náučný chodník Vlkolínec) se nachází v severovýchodní části pohoří Velká Fatra na Slovensku. Pojmenována je podle obce Vlkolínec v Ružomberku v okrese Ružomberok v Žilinském kraji. Naučná stezka se dělí na pět tras:
- Ružomberok Biely potok – Trlenská dolina – Vlkolínec (2,8 km)
- Vlkolínec – Krkavá skala – Ružomberok (4,5 km)
- Vlkolínec – Vrchlúky – Sidorovo (1,5 km)
- Vlkolínec – Laz – Močidlá – Trlenská dolina (2,4 km)
- Vlčia skala – Trlenská dolina (0,8 km)

## Seznam naučných tabulí
1. PP Dogerské skaly
2. Trlenská dolina
3. NP Veľká Fatra
4. Rastlinstvo okolia
5. Živočíšstvo okolia
6. Lesy v okolí
7. Vlkolínec
8. PP Krkavá skala
9. Vrchlúky PP Vlčia skala
10. Sidorovo (historické osídlenie)
11. PP Vlčia skala
12. Vlkolínec (pri obchode)
13. Močidlá (potravový reťazec)
14. Laz (terasovité políčka)

Trasa č. 1 (1 až 6), trasa č. 2 (7, 8), trasa č. 3. (9,10), trasa č. 4 (12 až 14), trasa č. 5 (11)